# Glory By Honor XVI
Glory By Honor XVI fue la decimosexta edición del Glory By Honor, un evento de pago por visión de lucha libre profesional producido por Ring of Honor. Tuvo lugar el 12 de octubre de 2018 desde el UMBC Event Center en Baltimore, Maryland.

## Resultados
- Hangman Page derrotó a Shane Taylor.
  - Page cubrió a Taylor después de un «Buckshot Lariat».
- The Kingdom (TK O'Ryan & Vinny Marseglia) derrotaron a Kenny King y Flip Gordon.
- Jeff Cobb derrotó a Eli Isom.
  - Cobb cubrió a Isom después de un «Chokeslam».
  - El Campeonato Mundial de la Televisión de ROH de Cobb no estuvo en juego.
- The Briscoes (Jay Briscoe & Mark Briscoe) derrotaron a The Bouncers (Beer City Bruiser & Brian Milonas).
  - Jay y Mark cubrieron a Bruiser y a Milonas después de un «Redneck Boogie».
  - El Campeonato Mundial en Parejas de ROH de The Briscoes no estuvo en juego.
- Marty Scurll y Shane "Hurricane" Helms terminaron en doble descalificación.
  - La lucha después de que ambos se pegaran con un arma a la vez.
- Sumie Sakai y Britt Baker derrotaron a Jenny Rose y Stella Grey.
  - Sakai cubrió a Grey después de un «Buceo Splash».
- Bully Ray derrotó a Jonathan Gresham en un No Disqualification Match.
- Bullet Club (Cody, Matt Jackson & Nick Jackson) derrotaron a SoCal Uncensored (Christopher Daniels, Frankie Kazarian & Scorpio Sky) y retuvieron el Campeonato Mundial en Parejas de Seis-Hombres de ROH.
  - Matt y Nick cubrieron a Daniels y a Kazarian después de un «Meltzer Driver».
- Jay Lethal (c) derrotó a Silas Young y retuvo el Campeonato Mundial de ROH.
  - Lethal cubrió a Young después de un «Lethal Injection».